# Musca rufipes
Musca rufipes är en tvåvingeart som först beskrevs av Michel Étienne Descourtilz 1826.  Musca rufipes ingår i släktet Musca, ordningen tvåvingar, klassen egentliga insekter, fylumet leddjur och riket djur.
Artens utbredningsområde är Frankrike. Inga underarter finns listade i Catalogue of Life.